# Austroniscus vinogradovi
Austroniscus vinogradovi är en kräftdjursart som först beskrevs av Gurjanova 1950.  Austroniscus vinogradovi ingår i släktet Austroniscus och familjen Nannoniscidae. Inga underarter finns listade i Catalogue of Life.